# 千葉石
千葉石（ちばせき、chibaite）は、鉱物（酸化鉱物）の一種。化学組成はSiO2·n（CH4,C2H6,C3H8,C4H10）（n=3/17（max））、結晶系は等軸晶系。
2009年に千葉県の採石場で発見された日本産新鉱物で、名前は発見地の県名にちなむ。

## 産出地
千葉県南房総市荒川（原産地）。

## 性質・特徴
基本的な化学組成はSiO2（二酸化ケイ素）であるが、結晶格子内部にCH4（メタン）、C2H6（エタン）、C3H8（プロパン）、C4H10（イソブタン）を含んでいる包接化合物である。
結晶構造はハイドレートII型である。ちょうど、メタンハイドレートII型の水分子を二酸化ケイ素に置き換えた構造に相当する。
ちなみに、ハイドレートI型はメラノフロジャイトである。ガスハイドレート鉱物としては、千葉石とメラノフロジャイトだけしか知られていなかったが、その後の2020年12月に国立科学博物館や東北大学などの連名で、千葉石に類似の新鉱物である房総石の発見も発表された。
千葉石は透明な八面体結晶をしている。白濁したものは石英に変質している場合が多いが、白濁したものの下にまだ透明の部分が残っている場合には、そこが千葉石である場合もあり、一概には言えない。

## サイド・ストーリー
原産地の荒川は、シロウリガイの化石が産出する場所であるが、このシロウリガイ化石の採集時に、奇妙な結晶の石英が発見された。発見された結晶は石英であるが、その仮晶の元となる鉱物が問題であった。初めはクリストバル石、もしくは日本では未発見のメラノフロジャイトと思われていたが、透明な結晶が見つかり、分析したところ、未知の鉱物であることが判明した。